# Det sista hurraropet
Det sista hurraropet är en amerikansk film från 1958 i regi av John Ford. Filmen bygger på en bok av Edwin O'Connor, och filmmanuset skrevs av Frank Nugent.

## Handling
Frank Skeffington har varit borgmästare i en stad i New England under lång tid och ställer nu upp i valet för femte gången. Skeffington styr med stark hand och använder allt sitt inflytande för att få röster, bland annat från sina irländsk-amerikanska kärnväljare. Men flera personer i staden är också emot Skeffington och för fram en annan kandidat. Frågan är också om Skeffingtons gammaldags politiska metoder passar in i ett allt modernare samhälle.

## Rollista
- Spencer Tracy - Frank Skeffington, borgmästare
- Jeffrey Hunter - Adam Caulfield
- Dianne Foster - Maeve Caulfield
- Pat O'Brien - John Gorman
- Basil Rathbone - Norman Cass, Sr.
- Donald Crisp - Martin Burke, kardinal
- James Gleason - Gillen
- Edward Brophy - Ditto Boland
- John Carradine - Amos Force
- Willis Bouchey - Sugrue
- Basil Ruysdael - biskop Gardner
- Ricardo Cortez - Sam Weinberg
- Wallace Ford - Hennessey
- Frank McHugh - Festus Garvey
- Carleton Young - Winslow
- Frank Albertson - Jack Mangan
- Bob Sweeney - Johnny Degnan
- William Leslie - Herlihy
- Anna Lee - Gert Minihan
- Ken Curtis - Monsignor Killian
- Jane Darwell - Delia Boylan
- O.Z. Whitehead - Norman Cass Jr.
- Arthur Walsh - Frank Skeffington Jr.
- Edmund Lowe - Johnny Byrne (ej krediterad)
- Mae Marsh - sörjande (ej krediterad)